# كوبا ليبرتادوريس 1996
كوبا ليبرتادوريس 1996 هو الموسم 37 من كوبا ليبرتادوريس. أقيم خلال الفترة 13 مارس 1996 وحتى 26 يونيو 1996، والذي يشرف على تنظيمه كونميبول، وكان عدد الأندية المشاركة فيه 21، وفاز فيه نادي ريفر بليت.

## النهائي
أقيم النهائي بين النادي الأرجنتيني ريفر بلايت والكولومبي أمريكا دي كالي. أقيمت مباراة الذهاب على ملعب باسكوال غيريرو الأولمبي في كالي، بينما أقيمت مباراة الإياب في إل مونيومنتال في بوينس آيرس. فاز ريفر بلايت بمجموع 2-1